# Philodryas inca
Philodryas inca är en ormart som beskrevs av SCHMIDT och WALKER 1943. Philodryas inca ingår i släktet Philodryas och familjen snokar. Inga underarter finns listade i Catalogue of Life.
Philodryas inca beskrevs efter exemplar från regionen Cajamarca i norra Peru. Populationen godkänns inte som art av The Reptile Database och IUCN. Den infogas istället som synonym i Philodryas simonsii (denna art listas ibland i släktet Incaspis).